# Josey Scott
Josey Scott, nome d'arte di Joseph Sappington (Memphis, 3 maggio 1972), è un cantante e chitarrista statunitense.
Fondatore ed ex cantante del gruppo musicale Saliva, è conosciuto anche per aver scritto ed interpretato, insieme a Chad Kroeger dei Nickelback, il brano Hero, compreso nella colonna sonora del film Spider-Man, uscito nel 2002. Agli inizi del 2012 ha lasciato la band per intraprendere una carriera da chitarrista.
Nel 2006 la rivista Hit Parader lo ha inserito nella sua lista dei 100 migliori cantanti metal di tutti i tempi alla posizione numero 66.

## Carriera
Scott cominciò la propria carriera musicale all'inizio degli anni novanta, come cantante e chitarrista del gruppo di Memphis BlackBone. Ha fatto una breve apparizione nella canzone di Jay-Z "Takeover", dal suo album del 2001 The Blueprint, e in alcune canzoni di Lil Wyte ("Homicidal, Suicidal" e "Crazy") e dei Three 6 Mafia ("Getting Fucked Up" e "Mosh Pit"), e nel brano degli X-Ecutioners "(Even) More Human Than Human".
Ha anche interpretato Rodney Gronbeck, un esperto di computer della LAPD, nella serie televisiva Wanted, ed è apparso anche nel film Hustle & Flow nel ruolo di Elroy, spacciatore di marijuana e dipendente di un  piccolo negozio di generi alimentari.
Josey Scott ha interpretato la canzone "If You Wanna Get to Heaven" nel film home video The Dukes of Hazzard: The Beginning; il brano appare in una scena acrobatica dell'auto dei protagonisti, il Generale Lee.
Nel 2002 Scott ha collaborato con Chad Kroeger, cantante e chitarrista dei Nickelback, nella canzone "Hero", facente parte della colonna sonora del film Spider-Man. Il brano ha anche vinto un premio dedicato agli MTV Music Video Awards del 2003.
Scott appare come personaggio sbloccabile nel videogioco Tiger Woods PGA Tour 2003, nella cui colonna sonora appaiono le canzoni dei Saliva "Raise Up", "Superstar" e "Superstar II (EA Mix)".
Nel 2013 Wayne Swinny, chitarrista dei Saliva, annunciò che Scott aveva lasciato il gruppo per intraprendere una carriera solista. Nell'ottobre 2019 il cantante ha dichiarato il suo temporaneo ritorno in formazione, e la possibilità di registrare un nuovo album e tornare insieme in tour.

## Vita privata
Scott è sposato con Kendra dal 2013, poi lasciata per divorzio, ed ha cinque figli, tre maschi e due femmine. Il primogenito Cody è morto nel 2021 a soli 29 anni, a causa del COVID-19.

## Discografia coi Saliva
- Saliva (1997)
- Every Six Seconds (2001)
- Back Into Your System (2002)
- Survival of the Sickest (2004)
- Blood Stained Love Story (2007)
- Under Your Skin (2011)